# Национални музеј антропологије
Национални музеј антропологије (шп. Museo Nacional de Antropología, MNA) је национални музеј Мексика и највећи и најпосећенији музеј у Мексику, лоциран у Мексико Ситију. Музеј садржи значајан број археолошких и антрополошких артефаката из историје Мексика пре Колумбовог открића, попут уникатног астечког календара ("Сунчев камен") и астечких статуа.
Музеј, као и бројни национални и регионални музеји у Мексику, је под јурисдикцијом Националног института за антропологију и историју. Један је од неколико музеја које је отворио мексички председник Адолфо Лопез Матеос 1964. године.
НМА садржи двадесет и три собе намењене за изложбени простор које обухватају површину од 79.700 метара квадратних.
Процене вредности музејске колекције варирају и постоје бројна становишта да је музеј „национално благо и симбол идентитета. Музеј је синтеза идеолошког, научног и политичког подвига.” Појединци су критиковали што је астечка сала музеја у централном делу, коментаришући да се тиме представља погрешна слика.

## Историја
Крајем 18. века, по налогу вицекраља Букаралија, предмети који су чинили део колекције Лоренца Ботуринија - укључујући астечке скулптуре и Сунчев камен - смештени су на универзитет у Мексику, формирајући језгро збирке која би постала Национални музеј антропологије.
Дана 25. августа 1790. ботаничар Хосе Лонгинос Мартинез основао је кабинет знатижељника Мексика. Током 19. века, музеј су посетили међународно познати научници, попут Александра фон Хумболдта. Године 1825. први мексички председник, Гвадалупе Викторија, кога је саветовао историчар Лукас Аламан, основао је Национални мексички музеј као аутономну установу. Године 1865. цар Максимилијан преселио је музеј на некадашњу локацију Каза де Монеда
У 1906. музејска колекција је подељена због раста колекција, издвајањем колекције из домена природне историје у засебну зграду, што се поновило 1940. издвајањем засебног Музеја националне историје, док је остатак колекције преименован у Национални музеј антропологије, са фокусом на изворне америчке цивилизације.
Изградња савремене музејске зграде отпочела је у Фебруару 1963. Пројекат је водио архитекта Педро Рамирез Васкез са асистентима. Комплетна изградња је завршена за 19 месеци.
Музеј је опљачкан 25. децембра 1985. о чему је снимљен филм „Museo".

## Изложбе
Колекције музеја укључују астечки календар, монументалне фигуре из периода олмечке цивилизације, благо Маја, свете предмете из Чичен Ице и савремене предмете из сеоског живота по Мексику.
Део сталне поставке укључује све преколумбијске цивилизације које су постојале на територији данашњег Мексика као и мексичких територија које су данас део југозападних Сједињених Америчких Држава.
Музеј такође има простор за гостујуће изложбе, које се углавном усмерене на велике светске културе, попут персијске, грчке, кинеске, египатске, руске и шпанске.

## Галерија
- Репродукција храма перате змије
- Диск из преколумбијског периода
- Статуа астечке богиње љубави Чалчиуликве
- Мурал човек-птица
- Приказ и модел Теночтитлана, главног града Астека на којем је изграђен данашњи Мексико Ситиr
- Астечка статуа
- Астечка статуа богиње земље
- Статуа астечког божанства уметности, игре и плеса
- Лобања са тиркизом
- Репличка астечког законика
- Реплика укрса са перјем владара Монтезуме
- Rељеф Тонина
- Керамика из периода цивилизације Маја
- Репродукција маузелоја владара мајанског града Паленка
- Посмртна маска
- Посмртна маска
- Зепотечка маска која представља једно од божанства
- Микстечка керамика
- Артефакти микстечке цивилизације
- Олмечка глава
- Скулптура олмечког рвача
- Tuxtla statuette
- Репродукција скулптуре
- Маска
- Фигура играча пелоте